# 안즈엉브엉

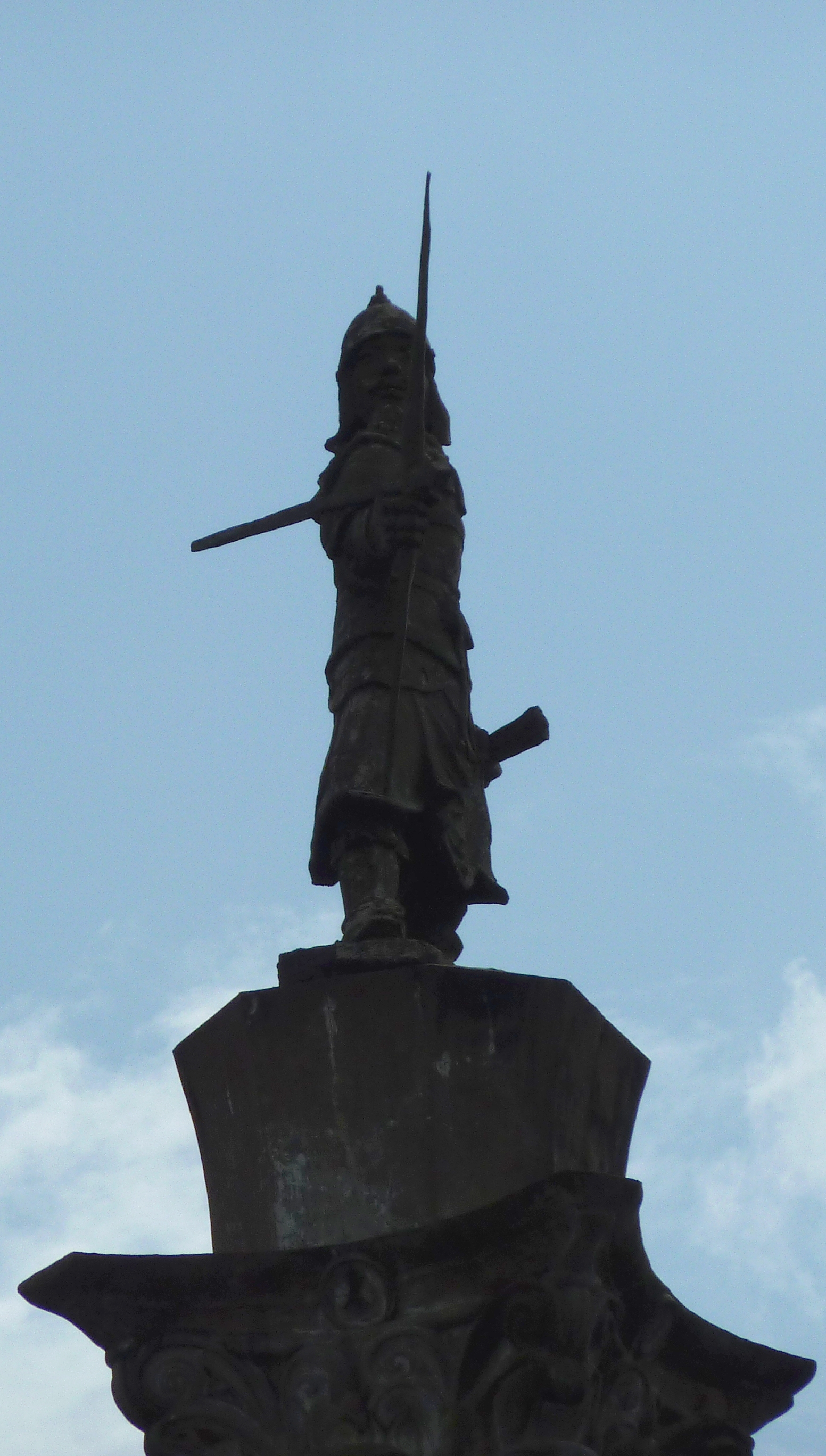

안즈엉브엉(베트남어: An Dương Vương / 安陽王, ? ~ 기원전 207년) 어우락(베트남어: Âu Lạc / 甌駱)의 유일한 왕이자 통치자였다. 본명은 툭판(베트남어: Thục Phán / 蜀泮)이다.

## 역사
중국의 남방으로부터 베트남 북방에 걸친 넓은 지역에 거주하던 백월 집단의 한 분파인 어우(Âu)족이 중국 진나라의 공격에 밀려 남하하여, 선주민인 락(Lạc)족과 융합하여 어우락국(기원전 257년)을 형성하였다.
기원전 257년에 안양왕 촉반은 할아버지의 구혼을 거절한 홍방을 멸망시키고 자신의 나라와 합쳐서 수도를 꼬로아(Cổ Loa)로 옮긴다.
홍강 삼각주가 그 근거지였으며 문랑국의 세력을 거의 답습했던 촉반 왕조는 창건자인 안양왕 대에서 멸망하고 남월국에게 그 자리를 물려준다.

## 같이 보기
- 베트남의 역사
- 홍방
- 찌에우 왕조
- 어우락
- 꼬로아성